# La vita segreta delle donne
La vita segreta delle donne (Secret Lives of Women) è una serie televisiva documentaristica del 2005, trasmessa negli Stati Uniti dal canale televisivo We TV

## Trama
Il documentario racconta storie di donne che per scelta o per necessità si trovano a dover affrontare situazioni limite.

## Episodi
| Edizione         | Episodi | Prima TV originale | Prima TV Italia |
| ---------------- | ------- | ------------------ | --------------- |
| Prima edizione   | 10      | 2005               | -               |
| Seconda edizione | 10      | 2006               | -               |
| Terza edizione   | 10      | 2007               | -               |
| Quarta edizione  | 26      | 2008               | -               |
| Quinta edizione  | 13      | 2009               | -               |

## Distribuzione
La serie è stata originariamente trasmessa negli Stati Uniti dal canale televisivo We TV, dal 2005 al 2009. In Italia è andata in onda il martedì dalle 0.00 alle 01.00 e, dal 2010, è trasmessa anche canale sul televisivo Lei.